# Death Blooms
«Death Blooms» (с англ. — «Соцветия смерти») — песня американской метал-группы Mudvayne выпущенный в 2000 году в виде сингла с дебютного студийного альбома L.D. 50. «Death Blooms» является вторым по счёту синглом, после песни «Dig».

## Предыстория и значение песни
Песня была написана вокалистом Чедом Грэйем, которую он посвятил своей бабушке. В песне Чед поёт о том, как пренебрегали его бабушкой её семья, потому что она старела, и никто не хотел о ней заботиться, когда она заболела, кроме самого Чеда. Она также брала его в местные хоры, где он учился петь. Бетти Рей, бабушка Чеда, умерла в 2005 году.

## Музыкальное видео
Видео для песни было срежиссировано и концептуализировано Томасом Миньоне и было снято в двух разных местах: в психиатрической больнице, расположенной в Статен-Айленде, штат Нью-Йорк (также используется в фильме «Лестница Иакова»), где все участники группы играют на своих инструментах; и мистический пляж, расположенный в отдаленной части Малибу, штат Калифорния, где старая и хрупкая женщина находится между двумя мирами — мир живых и загробная жизнь, и ей помогают маленькая девочка (детская версия пожилой женщины) и вокалист Чед Грэй, чтобы попасть в Рай.

## Список композиций
| №  | Название                       | Длительность |
| -- | ------------------------------ | ------------ |
| 1. | «Death Blooms» (Radio Edit)    | 4:16         |
| 2. | «Death Blooms» (Clean Version) | 4:52         |

## Участники записи
| Mudvayne - Чед Грэй — вокал; - Грег Триббетт — бэк-вокал, гитара; - Райан Мартини — бас-гитара; - Мэтью Макдоноу — синтезатор, барабаны. | Производственный персонал - Гарт Ричардсон — продюсер. |

## Чарты
| Чарт (2001)                               | Позиция в чарте |
| ----------------------------------------- | --------------- |
| U.S. Billboard Hot Mainstream Rock Tracks | 32              |